# 연작
연작(連作, monocropping)이란 해마다 단작을 반복하는 것이다. 반대 개념은 윤작이다.
서구 선진국의 대규모 기업농에서 자주 발견되는 농사 형태다. 옥수수, 대두, 밀이 세계 3대 연작 작물로 꼽힌다. 

## 같이 보기
- 집약농업
- 단작